# Fadrina rufa
Fadrina rufa is een insect uit de familie van de mierenleeuwen (Myrmeleontidae), die tot de orde netvleugeligen (Neuroptera) behoort. 
Fadrina rufa is voor het eerst wetenschappelijk beschreven door Navás in 1912.